# Nolokerto
Nolokerto is een bestuurslaag in het regentschap Kendal van de provincie Midden-Java, Indonesië. Nolokerto telt 6995 inwoners (volkstelling 2010).